# Ōnakatomi no Sukechika
Ōnakatomi no Sukechika (大中臣輔親?   954-6 de julio de 1038) fue un sacerdote sintoísta y poeta japonés que vivió a mediados de la era Heian. Su padre fue Ōnakatomi no Yoshinobu y su madre fue la hija de Fujiwara no Kiyokane, tuvo como hija a la poetisa Ise no Taifu. Es considerado uno de los treinta y seis poetas incluidos en la lista antológica Chūko Sanjūrokkasen.
En 986 es nombrado como integrante del Kidendō y en 991 fue promovido a Jugoi. En 1001 fue nombrado como Saishu o Sumo Sacerdote del Santuario de Ise, en 1008 como miembro del Jingikan y en 1009 promovido a Jushii. Hacia 1022 fue nombrado jefe del Jingikan y en 1036 promovido a Shōsanmi. 
Fue conocido como un importante poeta waka en su época, participó en la recitación de poemas en los festivales de Ōnie no matsuri ante el Emperador Sanjō, el Emperador Go-Ichijō y el Emperador Go-Suzaku. Hizo una colección personal de poemas en el Sukechikadono-shū (輔親卿集?). Unos 31 poemas fueron incluidos en las diversas antologías imperiales a partir del Shūi Wakashū.